# Sybra mimobaculina
Sybra mimobaculina là một loài bọ cánh cứng trong họ Cerambycidae.